# Colosimi
Colosimi – miejscowość i gmina we Włoszech, w regionie Kalabria, w prowincji Cosenza.
Według danych na rok 2004 gminę zamieszkuje 1415 osób, 59 os./km².